# Ернст Фессманн
Ернст Фессманн (нім. Ernst Feßmann; 6 січня 1881, Аугсбург — 25 жовтня 1962, Пуллах) — німецький воєначальник, генерал танкових військ вермахту.

## Біографія
В 1900 році вступив у Баварську армію. Учасник Першої світової війни. Після демобілізації армії залишений в рейхсвері. З 15 жовтня 1935 року — командир 3-ї танкової дивізії. 30 вересня 1937 року вийшов у відставку. 26 серпня 1939 року призваний на службу і призначений командиром 267-ї піхотної дивізії. Учасник Французької і Бельгійської кампаній. 1 червня 1941 року відправлений в резерв фюрера. 31 травня 1942 року вийшов на пенсію, 30 квітня 1943 року офіційно звільнений у відставку. З 5 червня по 30 вересня 1945 року перебував у радянському полоні.

## Нагороди
- Медаль принца-регента Луїтпольда
- Залізний хрест 2-го і 1-го класу
- Орден «За військові заслуги» (Баварія) 4-го класу з мечами
- Хрест «За вислугу років» (Баварія) 2-го класу (24 роки)
- Почесний хрест ветерана війни з мечами
- Медаль «За вислугу років у Вермахті» 4-го, 3-го, 2-го і 1-го класу (25 років)